# 순수의 유혹

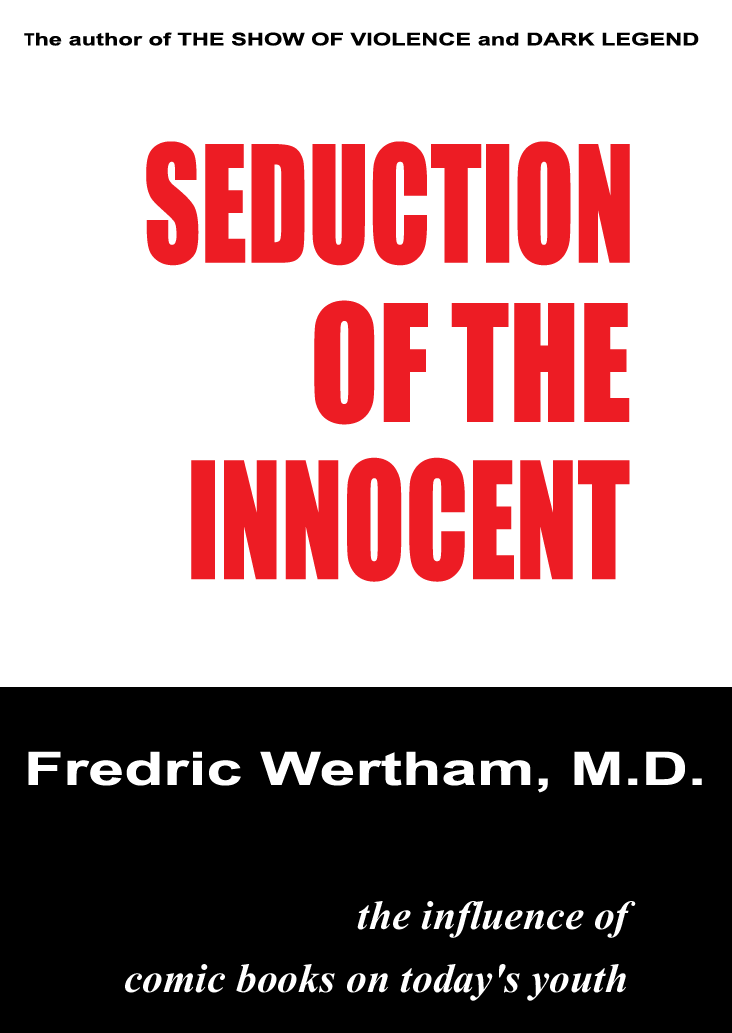

《순수의 유혹》(Seduction of the Innocent)은 독일계 미국인 정신과 의사인 프레드릭 베르탐이 1954년에 쓴 책이다. 이 책은 만화가 부정적 형태의 대중문화이며 소년 비행의 큰 원인이라고 주장했다. 당대에는 매우 심각하게 받아들여졌던 책으로, 베스트셀러가 되어 부모들에게 경종을 울리고 만화 검열 운동이 일어나게 했다. 이 책은 만화계의 자기검열로 전미 만화윤리규정위원회가 만들어지는 계기가 되었다.
책에는 슈퍼맨이 비미국적이며 파시스트라는 주장, 원더우먼의 능력과 독립성은 그녀를 레즈비언으로 의심할 수 있다는 주장, 배트맨과 로빈이 동성애인 사이라는 주장 등이 실려 있었다.

## 같이 보기
- 모럴 패닉